# Maiores artilheiros em seleções de futebol por país

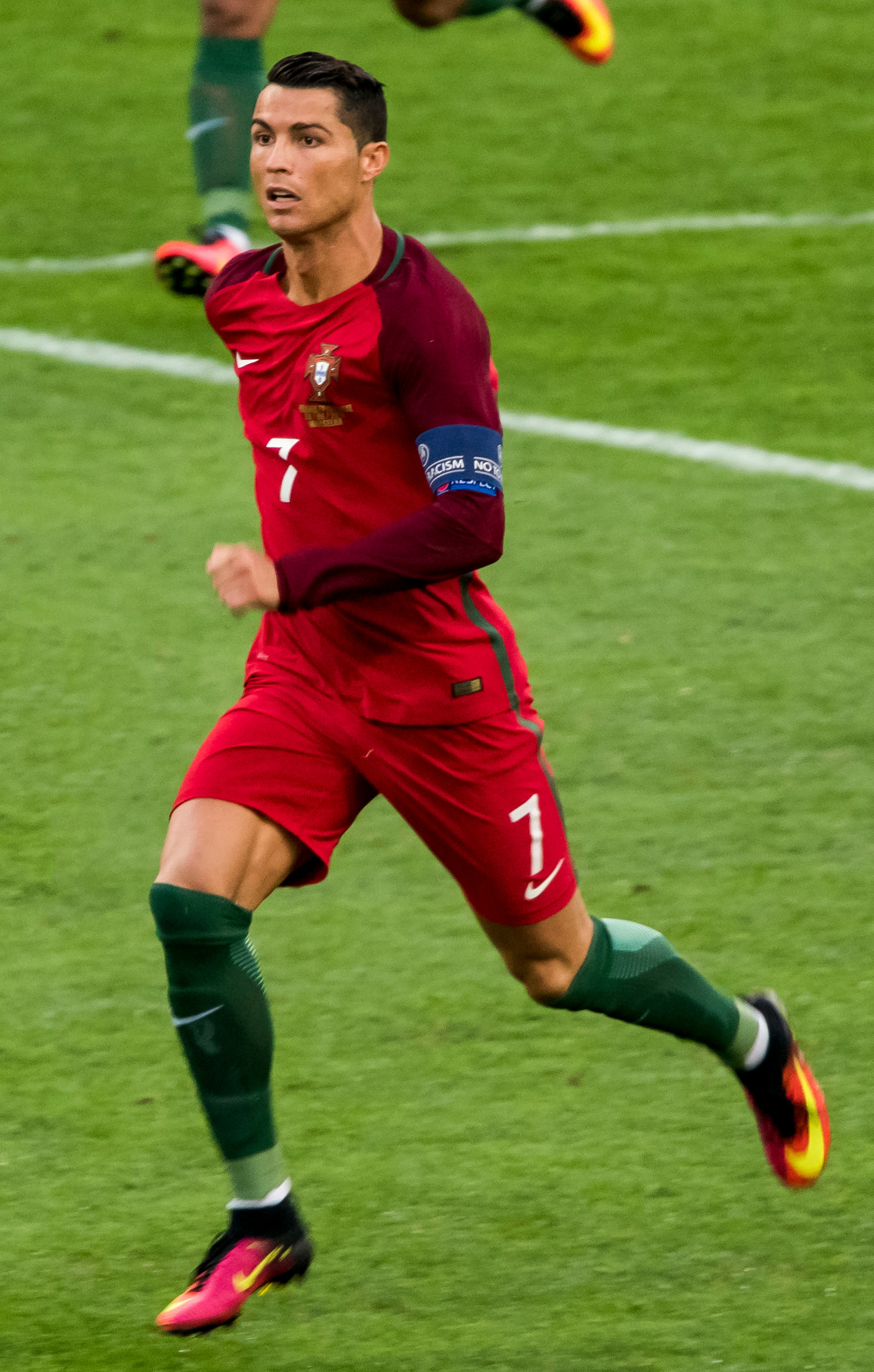
Cristiano Ronaldo é o maior goleador por seleções.

Esta é uma lista dos maiores goleadores de seleções de futebol, onde são considerados os futebolistas que marcaram trinta ou mais gols pela sua seleção de futebol. São consideradas apenas partidas pela seleção principal, não considerando as categorias de base, e englobando confrontos de caráter amigável, eliminatórias, qualificações e competições. Os confrontos realizados na modalidade disputada nos Jogos Olímpicos de Verão passaram a ser contados como oficiais pela Federação Internacional de Futebol (FIFA) a partir do ano de 1999, tendo as suas estatísticas sido inseridas juntamente com as outras.
A melhor média dos atletas com mais de trinta gols pela seleção é do dinamarquês Poul Nielsen, autor de 52 gols em 38 partidas, estabelecendo uma média de 1.37 gols por jogo. O jogador em atividade com mais gols pela sua seleção é o português Cristiano Ronaldo, com 138 golos, seguido pelo argentino Lionel Messi com 112 e pelo iraniano Ali Daei, que foi o primeiro a marcar 100 golos pela sua seleção, com 108.

## Lista

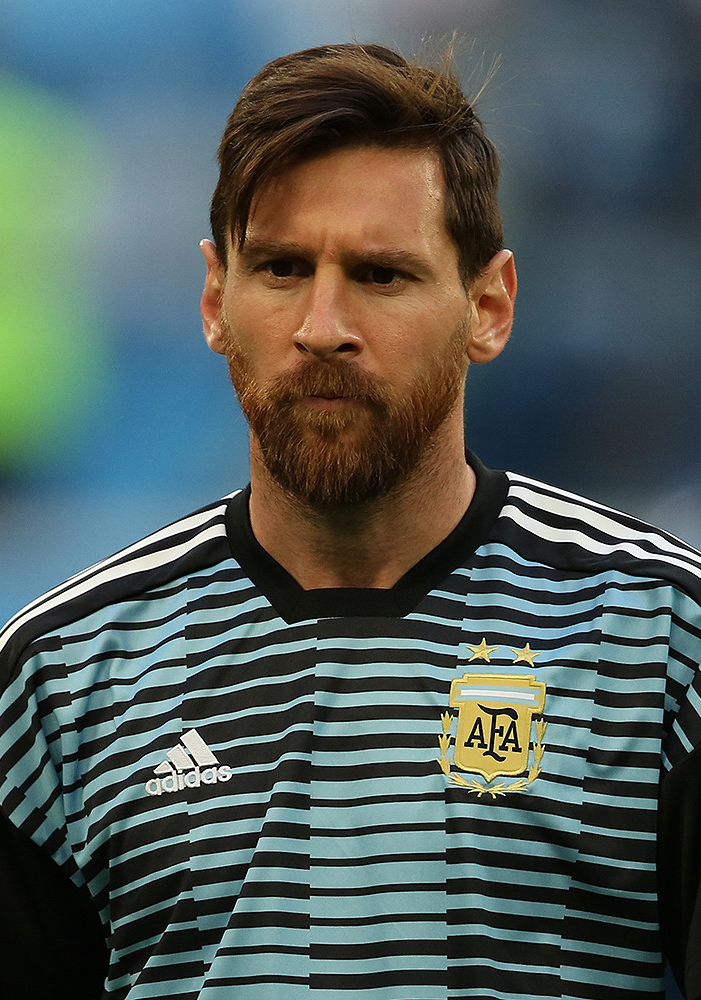
Lionel Messi (2)

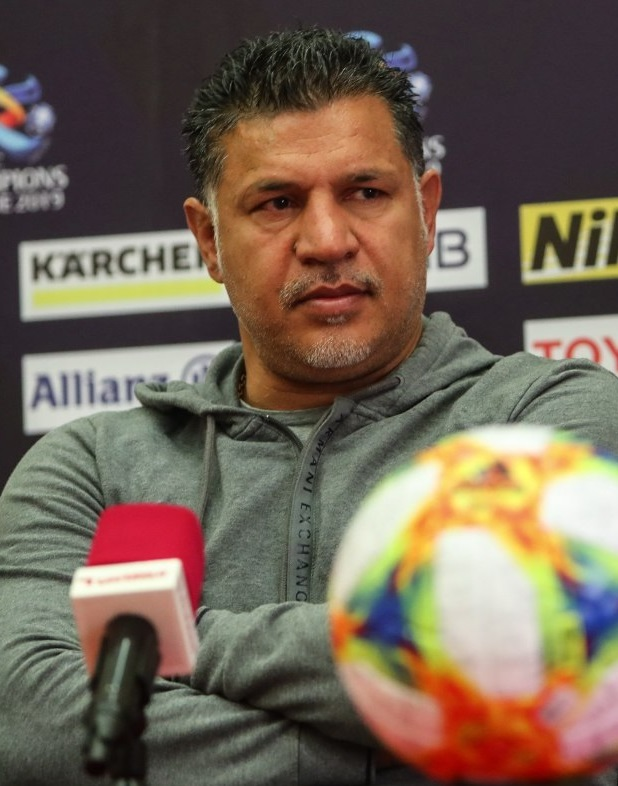
Ali Daei (3), o primeiro a marcar 100 golos pela sua seleção.

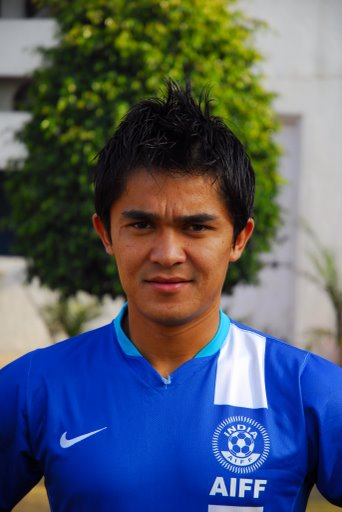
Sunil Chhetri (4)

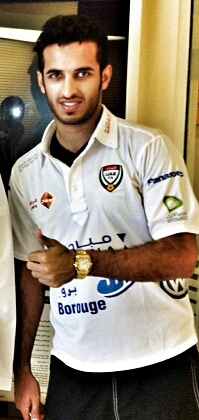
Ali Mabkhout (6)

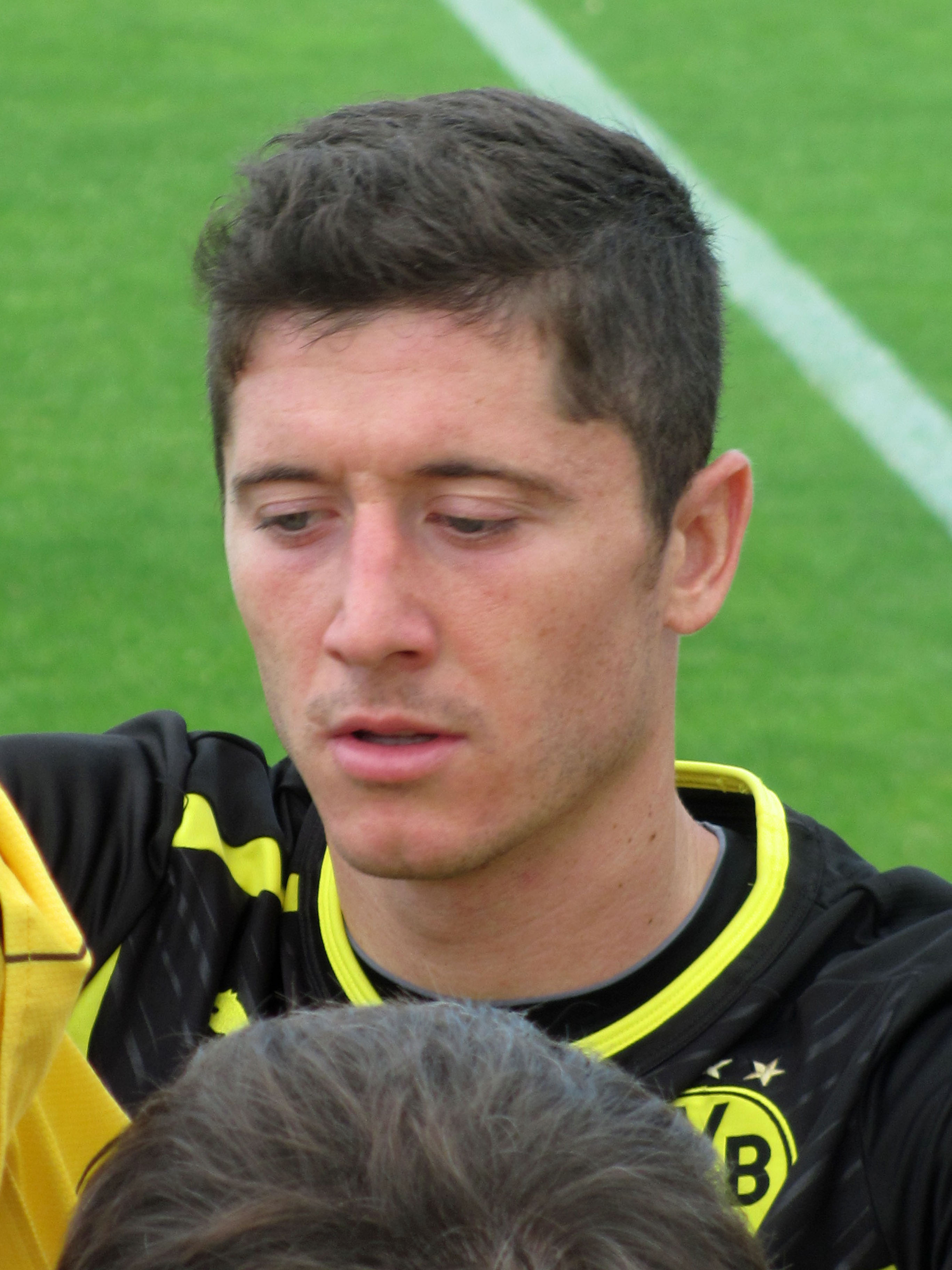
Robert Lewandowski (7)

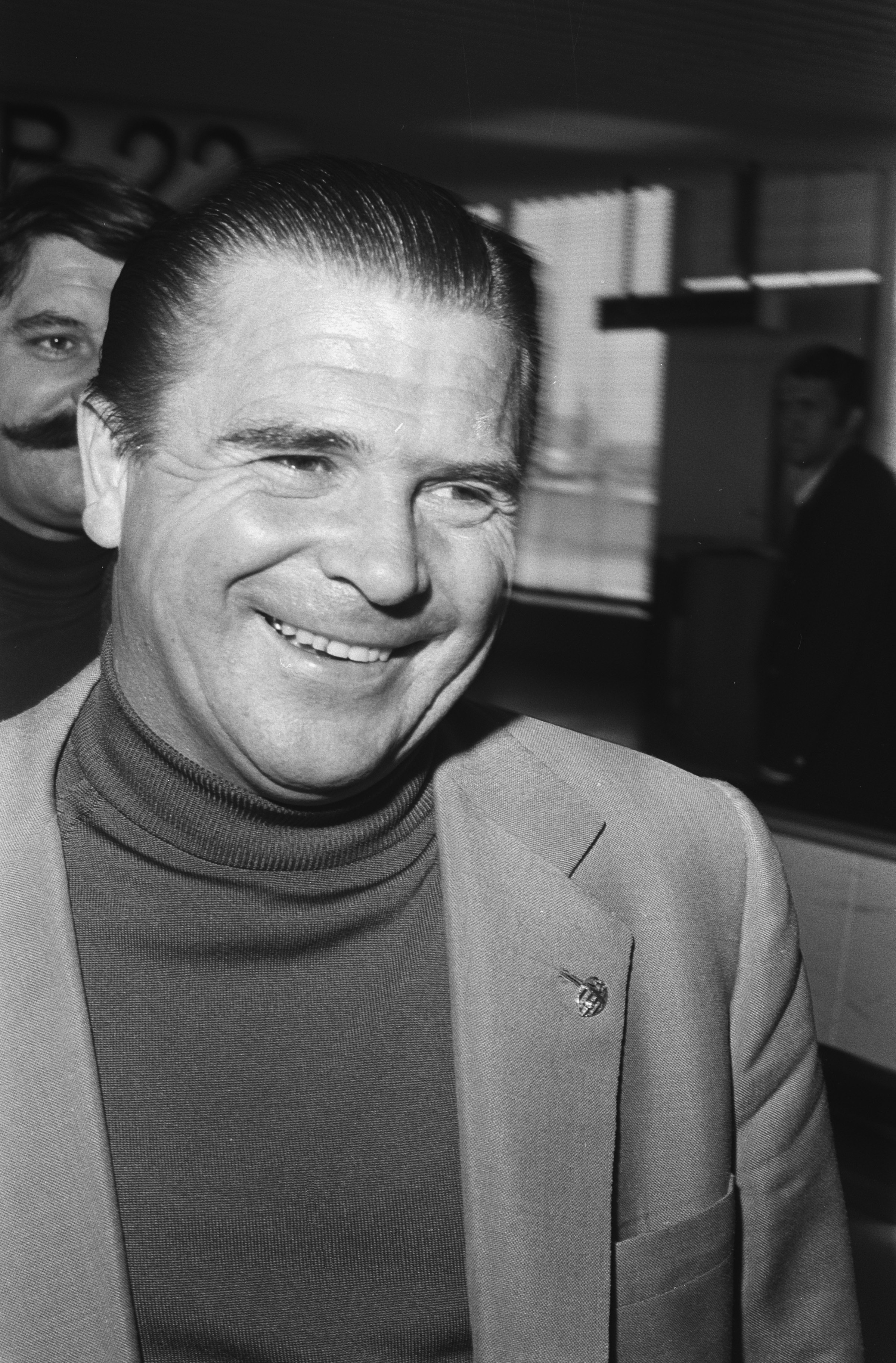
Ferenc Puskás (8)

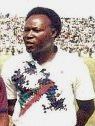
Godfrey Chitalu (10)

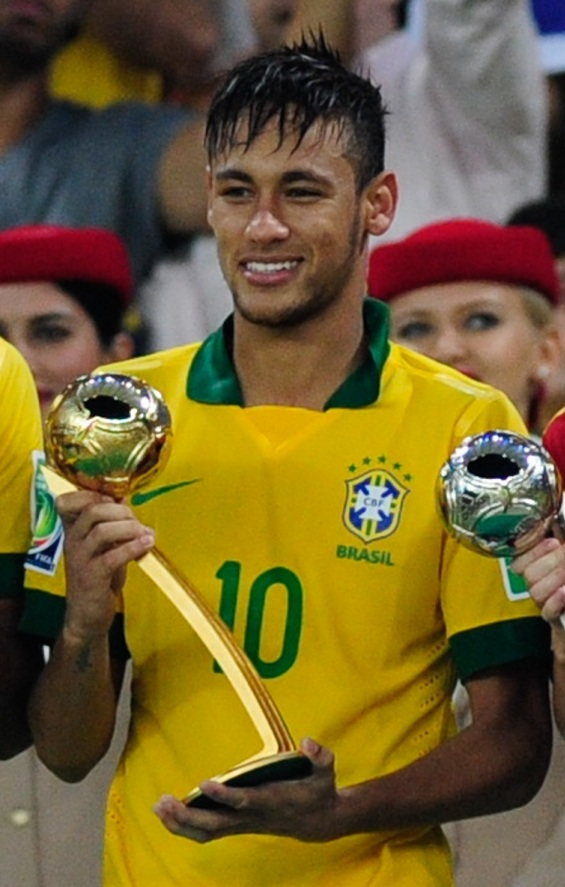
Neymar (10)

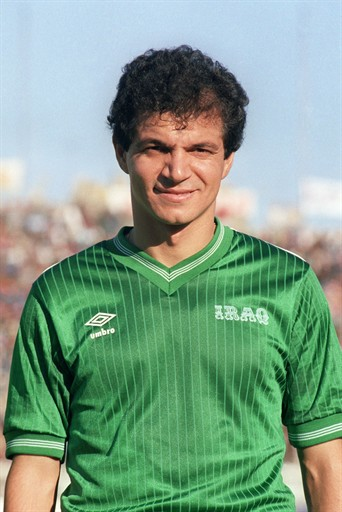
Hussein Saeed (12)

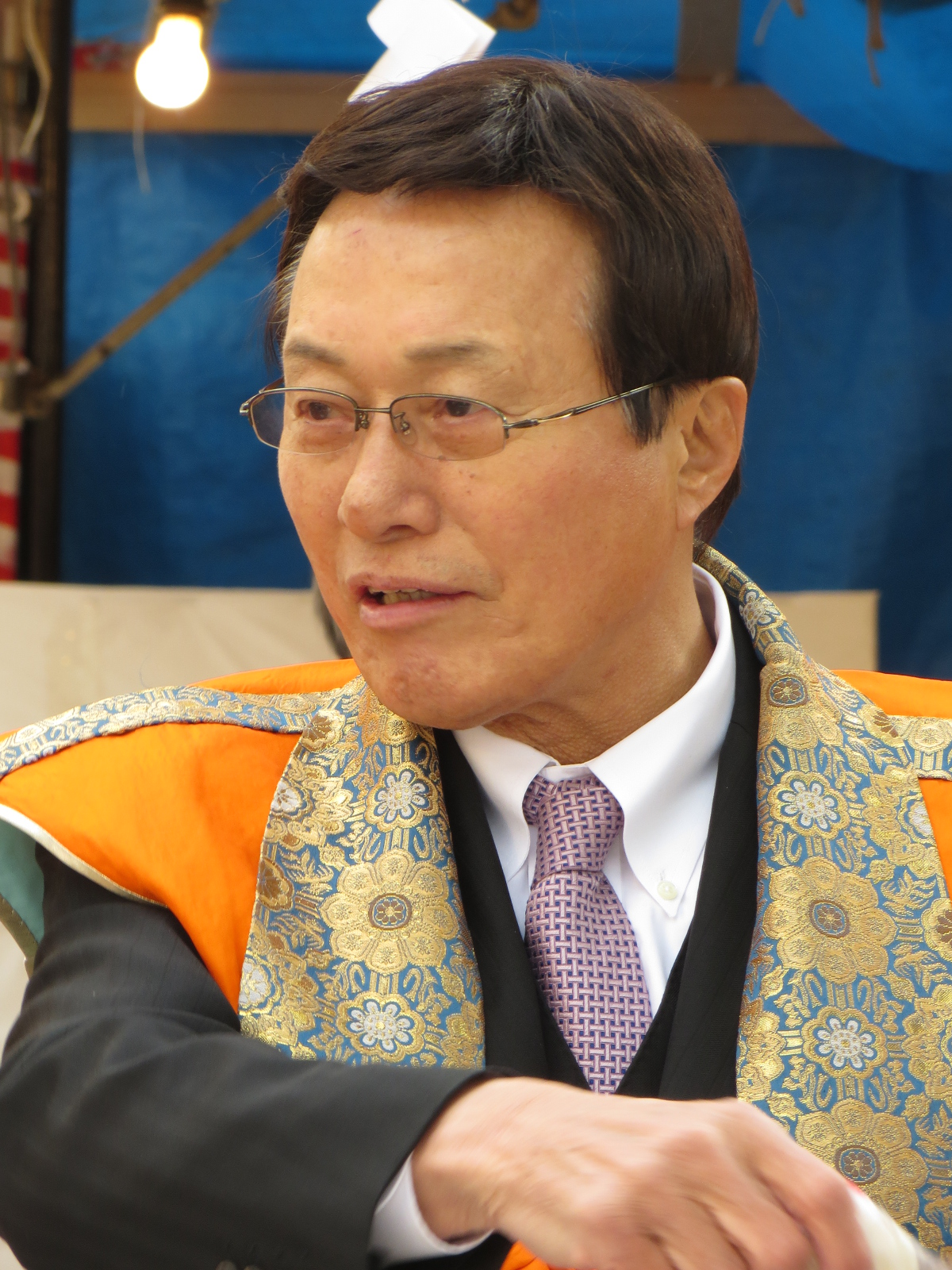
Kunishige Kamamoto (14)

| Símbolo | Significado                                               |
| ------- | --------------------------------------------------------- |
| Negrito | Jogadores ativos pela sua seleção.                        |
| Itálico | Jogadores recordistas em número de partidas pela seleção. |

| Pos. | Jogador             | País                   | Gols | Jogos | Média | Ref   |
| ---- | ------------------- | ---------------------- | ---- | ----- | ----- | ----- |
| 1    | Cristiano Ronaldo   | Portugal               | 138  | 221   | 0.62  |       |
| 2    | Lionel Messi        | Argentina              | 112  | 193   | 0.58  |       |
| 3    | Ali Daei            | Irã                    | 108  | 148   | 0.73  |       |
| 4    | Sunil Chhetri       | Índia                  | 95   | 152   | 0.62  |       |
| 5    | Mokhtar Dahari      | Malásia                | 89   | 142   | 0.63  |       |
| 5    | Romelu Lukaku       | Bélgica                | 89   | 124   | 0.71  |       |
| 7    | Ali Mabkhout        | Emirados Árabes Unidos | 85   | 113   | 0.74  |       |
| 7    | Robert Lewandowski  | Polónia                | 85   | 158   | 0.55  |       |
| 8    | Ferenc Puskás       | Hungria                | 84   | 89    | 0.94  |       |
| 10   | Godfrey Chitalu     | Zâmbia                 | 79   | 91    | 0.71  |       |
| 10   | Neymar              | Brasil                 | 79   | 128   | 0.62  | [ 1 ] |
| 12   | Hussein Saeed       | Iraque                 | 78   | 137   | 0.57  |       |
| 13   | Sándor Kocsis       | Hungria                | 75   | 68    | 1.10  |       |
| 13   | Kunishige Kamamoto  | Japão                  | 75   | 76    | 0.99  | [ 2 ] |
| 13   | Bashar Abdullah     | Kuwait                 | 75   | 134   | 0.56  |       |
| 14   | Harry Kane          | Inglaterra             | 73   | 107   | 0.68  |       |
| 15   | Majed Abdullah      | Arábia Saudita         | 72   | 117   | 0.62  |       |
| 18   | Kinnah Phiri        | Malawi                 | 71   | 115   | 0.61  |       |
| 18   | Kiatisuk Senamuang  | Tailândia              | 71   | 134   | 0.53  |       |
| 18   | Miroslav Klose      | Alemanha               | 71   | 137   | 0.52  |       |
| 21   | Abdul Kadir         | Indonésia              | 70   | 111   | 0.63  |       |
| 21   | Stern John          | Trinidad e Tobago      | 70   | 115   | 0.61  |       |
| 21   | Luis Suárez         | Uruguai                | 69   | 143   | 0.48  | [ 3 ] |
| 21   | Hossam Hassan       | Egito                  | 69   | 177   | 0.39  |       |
| 25   | Carlos Ruiz         | Guatemala              | 68   | 133   | 0.51  |       |
| 25   | Robbie Keane        | Irlanda                | 68   | 146   | 0.47  |       |
| 25   | Hossam Hassan       | Egito                  | 68   | 176   | 0.39  |       |
| 25   | Edin Džeko          | Bósnia e Herzegovina   | 68   | 141   | 0.45  |       |
| 28   | Didier Drogba       | Costa do Marfim        | 65   | 105   | 0.62  |       |
| 29   | Zlatan Ibrahimović  | Suécia                 | 62   | 122   | 0.51  |       |
| 31   | David Villa         | Espanha                | 59   | 98    | 0.60  |       |
| 31   | Aleksandar Mitrović | Sérvia                 | 59   | 99    | 0.69  |       |
| 33   | Ali Ashfaq          | Maldivas               | 58   | 98    | 0.59  |       |
| 33   | Cha Bum-kun         | Coreia do Sul          | 58   | 136   | 0.43  |       |
| 35   | Almoez Ali          | Catar                  | 55   | 115   | 0.49  |       |